# Ellenville
Ellenville es una villa ubicada en el condado de Ulster en el estado estadounidense de Nueva York. En el año 2000 tenía una población de 4,130 habitantes y una densidad poblacional de 183 personas por km².

## Geografía
Ellenville se encuentra ubicada en las coordenadas 41°43′01″N 74°23′36″O / 41.71694, -74.39333.

## Demografía
Según la Oficina del Censo en 2000 los ingresos medios por hogar en la localidad eran de $27,474, y los ingresos medios por familia eran $40,942. Los hombres tenían unos ingresos medios de $30,732 frente a los $21,250 para las mujeres. La renta per cápita para la localidad era de $15,272. Alrededor del 20.8% de la población estaban por debajo del umbral de pobreza.